# Titularbistum Trebia
Trebia (ital.: Trevi) ist ein Titularbistum der römisch-katholischen Kirche.
Es geht zurück auf einen untergegangenen Bischofssitz in der antiken Stadt Trebiae, heute Trevi, die in der italienischen Region Umbrien lag.
| Titularbischöfe von Trebia |                                                |                                                                         |                |                |
| Nr.                        | Name                                           | Amt                                                                     | von            | bis            |
| 1                          | Sergio Guerri Titularerzbischof pro hac vice   | Pro-Präsident der Päpstlichen Kommission für den Staat der Vatikanstadt | 11. April 1969 | 28. April 1969 |
| 2                          | Ernesto Gallina Titularerzbischof pro hac vice | Apostolischer Nuntius und Kurienerzbischof                              | 12. Juli 1969  | 16. Mai 2002   |
| 3                          | Paolo Schiavon                                 | Weihbischof in Rom (Italien)                                            | 18. Juli 2002  |                |